# Evandro Oliveira
Evandro Gonçalves de Oliveira Junior (ur. 17 lipca 1990 w Rio de Janeiro) – brazylijski siatkarz plażowy, mistrz Świata z 2017 roku oraz zwycięzca World Tour z 2017 grając w parze z André Steinem. Na Mistrzostwach Świata w 2015 roku zdobył brązowy medal, wówczas grał u boku Pedro Solberga. Brał udział w turnieju na Igrzyskach Olimpijskich w 2016 oraz w 2020 roku, w obu przypadkach odpadł w 1/8 finału.